# Wiktor Piwowarow
Wiktor Aleksandrowicz Piwowarow (ros. Виктор Александрович Пивоваров; ur. 16 stycznia 1957) – radziecki zapaśnik startujący w stylu klasycznym.
Pierwszy w Pucharze Świata w 1980 i 1983. Mistrz świata juniorów w 1977 roku.
Wicemistrz ZSRR w 1977; trzeci w 1979 i 1983 roku.